# Скамон (Канзас)
Скамон (енгл. Scammon) град је у америчкој савезној држави Канзас.

## Демографија
По попису из 2010. године број становника је 482, што је 14 (-2,8%) становника мање него 2000. године.
| Група             | 2000.       | 2010.       |
| Белци             | 462 (93,1%) | 455 (94,4%) |
| Афроамериканци    | 3 (0,6%)    | 0 (0,0%)    |
| Азијати           | 3 (0,6%)    | 4 (0,8%)    |
| Хиспаноамериканци | 3 (0,6%)    | 7 (1,5%)    |
| Укупно            | 496         | 482         |